# موریتس موشکوفسکی
موریتس موشکوفسکی (آلمانی: Moritz Moszkowski؛ ‏ ۲۳ اوت ۱۸۵۴ – ۴ مارس ۱۹۲۵) موسیقی‌دان، نوازنده پیانو، آهنگساز و معلم موسیقی آلمانی‌تبار لهستانی و یهودی بود.
ایگناتسی یان پادرفسکی دربارهٔ او گفته‌است: «پس از شوپن، موشکوفسکی بهتر از هر کسی می‌دانست چگونه برای پیانو قطعات موسیقی بسازد و ساخته‌های او، تمامی گام‌های پیانو را در بر می‌گرفت.»
وی آهنگسازی را از فریدریش کیل و نوازندگی پیانو را از تئودور کولاک در «هنرستان موسیقیِ یولیوس اِشترن» فرا گرفت و به حدی رسید که در سال ۱۹۷۵ میلادی، در کنارِ فرانتس لیست، کنسرت‌هایِ دونوازی پیانو می‌دادند.
موشکوفسکی اگرچه امروزه چندان شناخته‌شده نیست، اما هنرمندی مشهور در پایانِ قرنِ بیستم محسوب می‌شد. وی برادرِ کوچکترِ الکساندر موشکوفسکی بود.
او شاگردان فراوانی تربیت کرد که از آن میان، می‌توان به خواکین تورینا، سر توماس بیچام، یوزف هوفمان و واندا لاندوسکا اشاره کرد.
وی در سال ۱۹۲۵ میلادی بر اثر ابتلا به سرطان معده درگذشت.